# Jarosław Morawiecki
Jarosław Józef Morawiecki (ur. 11 marca 1964 w Siemianowicach Śląskich) – polski hokeista, olimpijczyk, trener hokejowy.

## Życiorys
Zawodnik występujący na pozycji środkowego napastnika. Wychowanek Zagłębia Sosnowiec, w barwach którego zdobył w 1984 roku wicemistrzostwo, a w 1985 roku mistrzostwo Polski.
Po wygraniu przez Polskę turnieju mistrzostw świata Grupy B w 1985 i uzyskanym awansie do Grupy A został odznaczony Brązowym Medalem za Wybitne Osiągnięcia Sportowe.
Uczestnik igrzysk olimpijskich w Calgary w 1988. W drugim meczu turnieju 16 lutego 1988 wystąpił w meczu przeciw aktualnym mistrzom świata, reprezentacji Szwecją (1:1), w którym zdobył gola. W trzecim spotkaniu 18 lutego 1988 przeciw Francji (6:2) także zdobył bramkę. Po tym meczu przeprowadzono kontrolę antydopingową Morawieckiego, która wykazała w jego moczu obecność testosteronu i epitestosteronu w ilości przekraczających normy określone przez komisję medyczną MKOl. Wskutek tego wynik spotkania Polski z Francją został anulowany i zweryfikowany na 0:2 na niekorzyść Polski. Według oficjalnego stanowiska polskiej reprezentacji, niedozwolone środki zostały podane zawodnikowi w barszczu z krokietami na przyjęciu u Polonii. Decyzją IIHF na Morawieckiego została nałożona 18-miesięczna dyskwalifikacja, która wkrótce potem została podtrzymana przez PZHL. Po dyskwalifikacji wraz z kolegą prowadził sklep spożywczy w Sosnowcu.
W czerwcu 1989 został powołany przez selekcjonerów Emila i Tadeusza Nikodemowiczów do kadry Polski na drugie półrocze 1989 roku (okres dyskwalifikacji mijał w sierpniu 1989). W sezonie 1989/1990 powrócił na lód. Pod koniec grudnia 1989 w barwach Polski grał w międzynarodowym turnieju Mont Blanc, w którym zdobył gola. W sezonie 1989/1990 grał w barwach Zagłębia Sosnowiec, a w jego trakcie po meczu 27 stycznia 1990 został poddany kontroli antydopingowej, która po raz kolejny wykazała w jego organizmie nadmiar testosteronu, w związku z czym decyzją zarządu PZHL z 12 marca 1990 został ukarany bezwarunkową, dożywotnią dyskwalifikacją. W 1992 kara została zawieszona.
Karierę kontynuował w Szwecji w II-ligowym Olofstroem IK oraz we francuskim klubie Caen. W 1997 powrócił do Polski i występował w KKH Katowice, Zagłębiu, GKS Tychy (od stycznia 2000) i TKH Toruń. W 2003 zakończył karierę zawodniczą.
W reprezentacji Polski zagrał 57 razy strzelając 17 bramek. Brał udział w trzech turniejach o mistrzostwo świata: 1985, 1986, 1987.
Był trenerem m.in. w Zagłębiu Sosnowiec oraz w TKH Toruń. W późniejszym czasie został szkoleniowcem reprezentacji Polski do lat 20, SMS II Sosnowiec, reprezentacji Polski do lat 18. W sezonie I ligi 2016/2017 główny trener SMS U18 Sosnowiec. 4 września 2018 został ogłoszony głównym trenerem reprezentacji Polski do lat 16. Pozostawał na tym stanowisku w sezonie 2019/2020,